# آيت تيزي (آيت بوبكر)
آيت تيزي هو دُوَّار يقع بجماعة أغبالو، إقليم ميدلت، جهة درعة تافيلالت في المملكة المغربية. ينتمي الدوّار لمشيخة آيت بوبكر التي تضم 4 دواوير. يقدر عدد سكانه بـ 68 نسمة حسب الإحصاء الرسمي للسكان والسكنى لسنة 2004.

## وصلات خارجية
- البوابة الوطنية للجماعات الترابية
- المندوبية السامية للتخطيط